# Roop Singh
Roop Singh Bais (Jabalpur, 8 settembre 1910 – Gwalior, 16 dicembre 1977) è stato un hockeista su prato indiano.

## Palmarès

### Olimpiadi
- Oro a Los Angeles 1932 nell'hockey su prato.
- Oro a Berlino 1936 nell'hockey su prato.